# 8e étape du Tour de France 1914
Pour un article plus général, voir Tour de France 1914.
La 8e étape du Tour de France 1914 s'est déroulée le dimanche 12 juillet.
Les coureurs relient Perpignan, dans les Pyrénées-Orientales, à Marseille, dans les Bouches-du-Rhône, au terme d'un parcours de 370 kilomètres.
Le Français Octave Lapize gagne l'étape, tandis que le coureur belge Philippe Thys conserve la tête du classement général.

## Déroulement de la course
La huitième étape entre Perpignan et Marseille est disputée sous une chaleur accablante, ce qui provoque l'apathie des coureurs et la colère du directeur de course, Henri Desgrange : « Il m'arrive aujourd'hui une chose qui était, dans ma mémoire, sans précédent : je ne trouve, à l'arrivée à Marseille, sur mon bloc-notes, aucune note et cette viduité parfaite correspond admirablement à l'aspect que l'étape d'aujourd'hui a présenté. » Vingt-cinq coureurs arrivent groupés au vélodrome de Marseille, ce qui pousse la direction de course à organiser une finale de vitesse pour attribuer la victoire d'étape. Décevant dans la traversée des Pyrénées, Octave Lapize la remporte.

## Classements

### Classement de l'étape
| \| Classement de l'étape \| Classement de l'étape \| Classement de l'étape \| Classement de l'étape \| Classement de l'étape \| \| Coureur \| Coureur \| Pays \| Équipe \| Temps \| \| --------------------- \| --------------------- \| --------------------- \| ------------------------- \| --------------------- \| \| 1er \| Octave Lapize \| France \| La Française-Hutchinson \| 13 h 00 min 00 s \| \| 2e \| Maurice Brocco \| France \| \| + 0 s \| \| 3e \| Oscar Egg \| Suisse \| Peugeot-Wolber \| + 0 s \| \| 4e \| Émile Engel \| France \| Peugeot-Wolber \| + 0 s \| \| 5e \| Louis Trousselier \| France \| Automoto-Continental \| + 0 s \| \| 6e \| Marcel Buysse \| Belgique \| Alcyon-Soly \| + 0 s \| \| 7e \| Émile Georget \| France \| Peugeot-Wolber \| + 0 s \| \| 8e \| Jean Rossius \| Belgique \| Alcyon-Soly \| + 0 s \| \| 9e \| Jules Nempon \| France \| J.B. Louvet - Continental \| + 0 s \| \| 10e \| Pietro Fasoli \| Italie \| J.B. Louvet - Continental \| + 0 s \| |                   |          |                           |                  |
| |                   |          |                           |                  |
| |                   |          |                           |                  |
| Classement de l'étape |                   |          |                           |                  |
| Coureur | Coureur           | Pays     | Équipe                    | Temps            |
| 1er | Octave Lapize     | France   | La Française-Hutchinson   | 13 h 00 min 00 s |
| 2e | Maurice Brocco    | France   |                           | + 0 s            |
| 3e | Oscar Egg         | Suisse   | Peugeot-Wolber            | + 0 s            |
| 4e | Émile Engel       | France   | Peugeot-Wolber            | + 0 s            |
| 5e | Louis Trousselier | France   | Automoto-Continental      | + 0 s            |
| 6e | Marcel Buysse     | Belgique | Alcyon-Soly               | + 0 s            |
| 7e | Émile Georget     | France   | Peugeot-Wolber            | + 0 s            |
| 8e | Jean Rossius      | Belgique | Alcyon-Soly               | + 0 s            |
| 9e | Jules Nempon      | France   | J.B. Louvet - Continental | + 0 s            |
| 10e | Pietro Fasoli     | Italie   | J.B. Louvet - Continental | + 0 s            |

### Classement général
| \| Classement général \| Classement général \| Classement général \| Classement général \| Classement général \| \| Coureur \| Coureur \| Pays \| Équipe \| Temps \| \| ------------------ \| ------------------ \| ------------------ \| ------------------ \| ------------------ \| \| 1er \| Philippe Thys \| Belgique \| Peugeot-Wolber \| 109 h 46 min 49 s \| \| 2e \| Henri Pélissier \| France \| Peugeot-Wolber \| + 34 min 27 s \| \| 3e \| Jean Alavoine \| France \| Peugeot-Wolber \| + 46 min 23 s \| |                 |          |                |                   |
| |                 |          |                |                   |
| |                 |          |                |                   |
| Classement général |                 |          |                |                   |
| Coureur | Coureur         | Pays     | Équipe         | Temps             |
| 1er | Philippe Thys   | Belgique | Peugeot-Wolber | 109 h 46 min 49 s |
| 2e | Henri Pélissier | France   | Peugeot-Wolber | + 34 min 27 s     |
| 3e | Jean Alavoine   | France   | Peugeot-Wolber | + 46 min 23 s     |